# Гай Лициний Мурена
Гай Лициний Мурена (на латински: Gaius Licinius Murena) е сенатор на Римската република.
Произлиза от клон Мурена на фамилията Лицинии. Вероятно е син на Луций Лициний Мурена, който е претор през 88 пр.н.е. и управител на провинция Азия. Чичо е на Авъл Теренций Варон Мурена (консул 23 пр.н.е.).
Той служи като легат при брат си Луций Лициний Мурена (консул 62 пр.н.е.) в Цизалпийска Галия и става през 63 пр.н.е. управител на администрацията на провинцията. Умира по време на заговора на Катилина.